# Sand (Bas-Rhin)
Sand település Franciaországban, Bas-Rhin megyében. Lakosainak száma 1413 fő (2022. január 1.). Sand Matzenheim, Benfeld, Gerstheim, Herbsheim, Kertzfeld, Uttenheim és Westhouse községekkel határos.

## Népesség
A település népessége az elmúlt években az alábbi módon változott:
| Lakosok száma | 1140 | 1189 | 1244 | 1283 | 1330 | 1376 | 1389 | 1408 | 1413 |
|               | 2013 | 2015 | 2016 | 2017 | 2018 | 2019 | 2020 | 2021 | 2022 |

## Híres emberek
- Itt született Fernand Vix francia hivatásos katona, 1918–19-ben a szövetséges hatalmak budapesti katonai bizottságának vezetője